# Петиция о праве
«Петиция о праве» (англ. Petition of Right) — акт, представленный королю Карлу I от имени обеих палат английского парламента 28 мая 1628 года и называемый «второй великой хартией». 

## Предыстория

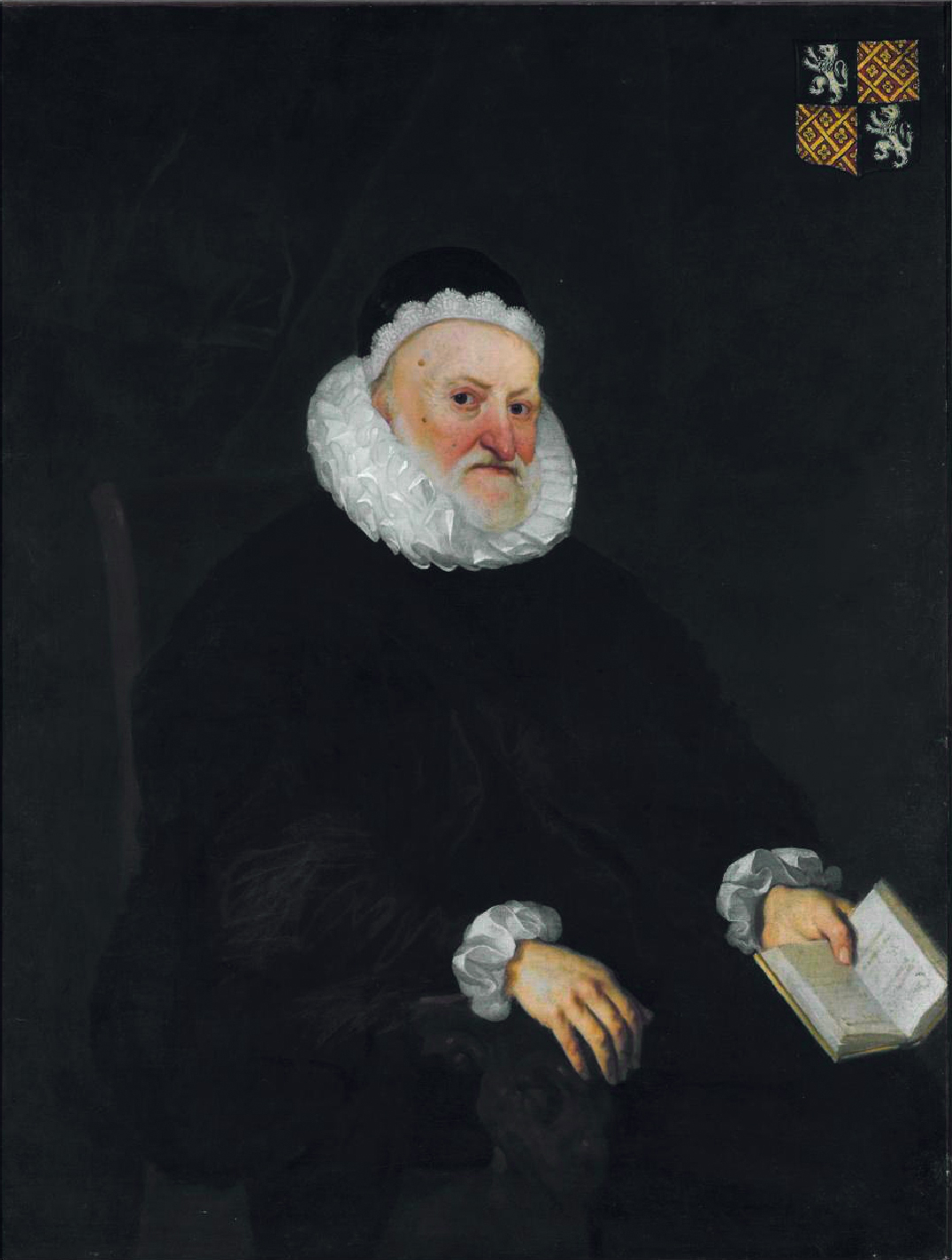
Портрет лорда главного судьи сэра Рандольфа Кру.

27 марта 1625 года скончался английский король Яков I, которому наследовал его сын Карл I. Вместе с престолом, он столкнулся с фактом участия Англии в Тридцатилетней войне на стороне Кристиана IV и Фридриха V, женатого на сестре Карла Елизавете, боровшихся в Европе с монархией Габсбургов. Из-за поддержки этих правителей Яковом государственные финансы столкнулись с серьёзными проблемами, а с Карлом связывали большую ответственность в этом вопросе. После созыва нового парламента для встречи в апреле 1625 года, стало очевидно, что он продолжит отцовскую политику, ибо потребовал для продолжения военных действий выделить около £ 700 000. Палата Общин отказалась от этого, взамен приняв два закона о выделении на эти цели £ 112 000. Помимо этого, размер грузовых и весовых сборов (Tonnage and Poundag) были установлены только на один год, хотя ранее срок их действия ограничивался всей жизнью монарха. По этой причине Палата лордов отказалась принять и эти законы, оставив Карла без каких либо средств на финансирование войны.
Столкнувшись с этим, Карл приостановил работу парламента 11 июля, но из-за потребности в средствах созвал его участников 1 августа в Оксфорде. Был снова озвучен отказ выделить деньги, а под руководством Роберта Фелипса и Эдварда Кока было начато расследование в отношении герцога Бекингема, являвшегося фаворитом монарха и сторонников участия в европейской войне. Поводом для этого стало желание изучить использование им предыдущих грантов и различные споры касательно адмиралтейства. Это было причиной для импичмента, и реакцией Карла стал роспуск палаты представителей уже 12 августа. К 1627 году Англия уже участвовала в войне, и Карл решил поднять «принудительные займы»; налоги не регулируемые парламентом. Отказывавшиеся платить отправлялись в тюрьму без суда, а в случае сопротивления Тайный совет. Хотя судебная система отказывалась одобрять эти налоги, она была вынуждена уступить давлению после увольнения лорда главного судьи сэра Рандольфа Кру.
За отказ выплачивать заём около 70 джентльменов были отправлены в тюрьму без суда и следствия. Пятеро из них: сэры Томас Дарнелл, Джон Корбет, Уолтер Эрл, Джон Хевенингем и Эдмунд Хампден попытались вернуть свободу, направив петицию в Суд королевской скамьи, в которой ссылались на принцип хабеас корпус. 3 ноября 1627 года их обращение было выслушано, после чего последовал приказ привести узников на заседание к 8 ноября. Но никого из них не привели, ибо не смогли понять суть обвинений. Для легализации займа и начала процесса Генеральный атторней Англии и Уэльса Роберт Хит обеспечил исковое заявления для Дарнелла, начав дело Пяти рыцарей или Дело Дарнелла. Сам Дарнелл, озабоченный складывающейся ситуацией, вместе с оставшимися сэрами выбрал представителей: Джона Брамстона, Генри Калтропа и Джона Селдена.
Судьи отказали подсудимым в освобождении под залог, отметив, что если не было выдвинуто никаких обвинений, «[арестованные] не могут быть освобождены, так как преступление, возможно, было слишком опасно для общественного обсуждения». Решение касалось только вопроса залогового освобождения, но не самого займа, и Карл решил не выдвигать обвинений против рыцарей, опасаясь признания судом его незаконности. Непредвиденным побочным эффектом от этого стало то, что при продолжавшемся сборе займа, все большее число богатых землевладельцев отказывалось его выплачивать, что привело к снижению финансовых показателей и необходимости созыва нового парламента (что произошло в марте 1627 года). С учётом отношения общественного мнения к Карлу, Бекингему и войне, в новом созыве произошёл перевес в пользу выступавших против короля, к которым относились Селден, Кок, Джон Пим и молодой Оливер Кромвель.

### Военное положение и «Резолюции»

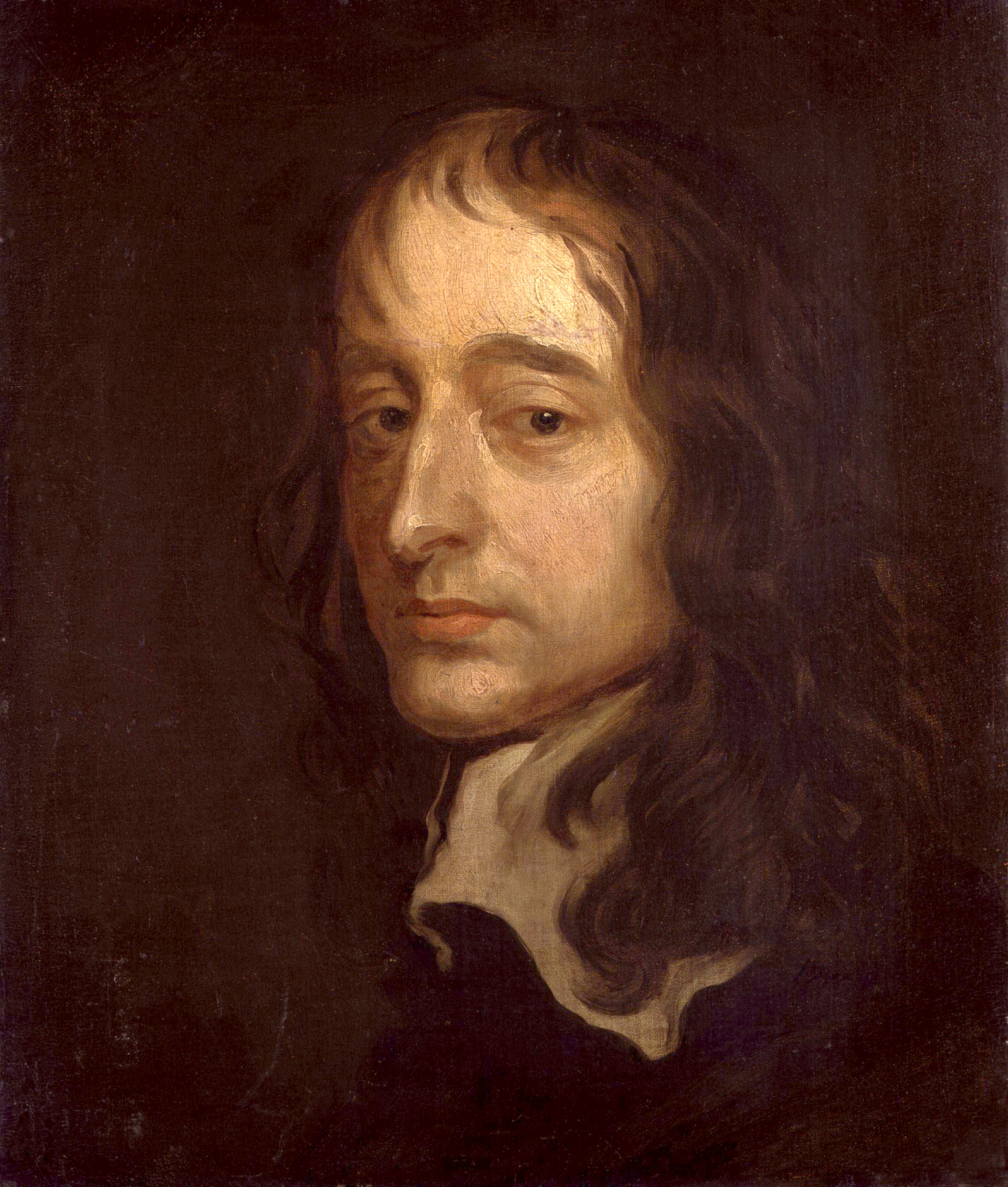
Джон Селден, способствовавший представлению Резолюций в Палате Лордов.

Чтобы справиться со сложившейся ситуацией в военных делах Карл ввёл военное положение на большей части страны. С 1626 по 1627 год оно было расширено из-за наложенных парламентом финансовых ограничений, вызвавших беспорядки в солдатской среде. В то время военное положение провозглашалось местными военными командирами, в какой-то момент группа комиссаров получала право принимать решения по фактам правонарушений ещё до передачи дела командиру, осуществлявшему суд. На практике ситуация была совершенно иной. В Дувре военное положение объявил главнокомандующий местными войсками лорд Конуэй. Комиссары получили право также одобрять итоговые решения, включая казнь признанных виновными. Дополнительно им позволили не только разрешать споры по расквартированию между солдатами и гражданскими лицами, но и приказывать последним обеспечить помещения для войск. Провозглашенное в Портсмуте военное положения также разрешало комиссарам судить гражданских по законам военного времени, в том числе выносить смертные приговоры. Но и эти меры не решали сложившихся проблем, ибо солдаты часто находились вне юрисдикции комиссаров. В итоге в феврале 1627 года начальники военной полиции появились в каждом графстве, заставив всю страну жить в условиях военного положения.
Военное положение уже в те времена не считалось формой материального права, при этом приостанавливавшее принцип верховенства закона: происходила замена нормальных статутов законом на основе прихотей местных военных командиров. Однако оно основывалось на ряде правил, в первую очередь оно вводилось «во время войны или открытого восстания в королевстве». В прошлые царствования это не было большой проблемой, взять хотя бы Елизавету I. Но Карл не обладал сопоставимой популярностью и поддержкой в парламенте, и его обоснование введения военного положения было слабее. В итоге парламентская оппозиция, недовольная его действиями, ещё больше распалилась.
Задержанные за неуплату займа были освобождены в декабре 1627 года. Карл I, несмотря на военное положение, вновь обратился к парламенту с просьбой выделить средства. 17 марта 1628 года там началось совещание, быстро увязнувшее в дебатах вокруг вопросов займа, дела пяти рыцарей, постоя солдат и военного положения. Негативно настроенные к королю парламентарии получили дополнительный повод для претензий, когда Джон Селден обнаружил давление на клерка Королевской скамьи со стороны Хита, желавшего использовать дело пяти рыцарей в качестве прецедента для признания законности займов. Парламент незамедлительно признал приговор по этому делу незаконным.
Не удовольствовавшийся этим Кок к 1 апреля 1628 года составил серию парламентских деклараций (Резолюции). Четыре документа касались тюремного заключения: для его осуществления требовался закон, habeas corpus предоставляется всем, включая содержащихся королём и Тайным советом, обвиняемых нельзя сажать до совершения и обнаружения преступления, также признавались незаконными. This was «a dogmatic summary of subjects' rights as enshrined in English 'due process' legislation since 1225» и первые три в дальнейшем стали основой для Habeas Corpus Act 1679. Резолюции были приняты палатой общин 3 апреля, Кок, Селден, Дадли Диггис и Томас Литтлтон представили их в Палате Лордов. Там декларации получили смешанный приём, Карл отказался их принимать.

## Принятие Петиции
Принудительный заём 1627 года, военные постои, незаконные аресты создали дружное оппозиционное настроение в палате общин, по необходимости созванной королём 17 марта 1628 года после неудачи Ла-Рошельской экспедиции. Несмотря на угрожающую речь короля, палата поставила вопрос о восстановлении прав нации, нарушенных королевским произволом. Парламент добивался не каких-либо нововведений, он хотел только точнее определить старинные права нации и закрепить их подтверждением короля, «чтобы ничья злая воля не осмеливалась нападать на них» (речь Томаса Уэнтворта). Король пытался помешать обсуждению Петиции, грозил распустить парламент, обещал впредь воздерживаться от нарушения древних постановлений, но Петиция прошла через обе палаты.
2 июня 1628 года Петиция о праве, одобренная обеими палатами английского парламента, была зачитана Карлу I. Его Величество ответил следующей резолюцией: «Король желает, чтобы Право осуществлялось в соответствии с Законами и Обычаями Королевства. И чтобы Статуты исполнялись должным образом, дабы Его Подданные не имели причины жаловаться на какие-либо обиды или притеснения, противоречащие их справедливым Правам и Вольностям, сохранять которые он считает себя по совести так же обязанным, как сохранять свою Прерогативу».
Эта резолюция ни формой своей, ни содержанием не соответствовала исторически сложившимся правилам утверждения королевской властью актов парламента. Король избрал её потому, что сама Петиция о праве не подходила ни под одну из разновидностей актов, характерных для практики английского парламента того времени. Содержание журналов Палаты Лордов и Палаты Общин показывает, что различные петиции рассматривались почти на каждом из заседаний этих палат, но это были петиции частного характера — прошения, исходившие от какого-либо частного лица. Палаты высказывались в их поддержку и представляли их королю или в Тайный совет. Но рассматриваемая Петиция о праве была произведением самого парламента, то есть имела публичный характер.
Парламентарии не удовлетворились ответом короля на их Петицию и попросили Его Величество поставить другую резолюцию, выражаемую формулой «soit Droit fait come est desire». 7 июня 1628 года Карл I прибыл на конференцию обеих палат парламента и отдал приказ парламентскому клерку заменить прежнюю резолюцию новой, после чего заявил парламентариям: «Это, я уверен, является полным, однако не более того, что Я гарантировал вам в Моем Первом Ответе; так как значение того заключалось в том, чтобы подтвердить все ваши Вольности; зная из ваших собственных торжественных заявлений, что вы не подразумеваете и не затрагиваете Моей Прерогативы, Я заверяю вас, что Мой Принцип состоит в том, что Народные Свободы усиливают Королевскую Прерогативу, и что Королевская Прерогатива должна защищать Народные Свободы».
Утверждение королём Петиции о праве посредством резолюции «soit droit fait comme est desire» означало, что этот документ получил статус частного парламентского акта (публичные парламентские акты утверждались резолюцией «Le Roi le veult»). Иначе и не могло быть — Петиция не содержала новых правовых норм, а лишь подтверждала старые, уже действующие. Отсюда следует, что указанная Петиция не стала в 1628 году законом. В пользу этого свидетельствует и само время утверждения этого документа королём — середина парламентской сессии. Законодательные акты, по правилу, которому неукоснительно следовали тогда в Англии, утверждались Его Величеством в конце сессии парламента. Статус закона Петиция о праве 1628 года получила лишь тринадцать лет спустя — 7 августа 1641 года. В принятом в этот день «Акте, объявляющем незаконными и недействительными недавние судебные постановления относительно корабельных денег и бесполезными все записи и протоколы, относящиеся к ним» говорилось: «…Далее объявляется и узаконяется на основании указанной ранее власти, что Петиция о праве должна с настоящего времени соответственно выполняться и твердо неуклонно соблюдаться и поддерживаться».

## Содержание документа
В этом документе, представлявшем по форме своей просьбу народа к королю о соблюдении законов страны, указаны злоупотребления, допускавшиеся при Якове I и в особенности при Карле I, и перечислены все статуты, защищавшие подданных от произвола короля.
Петиция сводилась к следующим четырём пунктам:
По закону Эдуарда I, говорит Петиция, никакой налог не может быть введён без согласия парламента. По закону Эдуарда III не может быть вынуждаем никакой заём. На основании других «добрых законов» никакой сбор не должен быть уплачиваем, если он не разрешён в законном порядке. Однако в последнее время были налагаемы неразрешённые налоги; комиссары, посланные в разные графства, произвольно взыскивали ссуды, вымогали деньги и незаконно назначали наказания.
1. Личная неприкосновенность английских подданных. На основании Великой хартии ни один английский подданный не может подвергаться аресту, заключению в тюрьме, конфискации владений, лишению покровительства законов или другому наказанию без судебного приговора. Это же подтверждено статутом 1354 года, принятым Эдуардом III, и «другими добрыми законами и статутами». Поэтому несправедливо объявление вне закона или лишение имущества без законного суда, несправедливы произвольные аресты без точно сформулированного обвинения. Заключённому всегда должно принадлежать право просить суд о рассмотрении возводимых на него обвинений, и окончательный приговор должен зависеть от суда, а не от короля.
2. Произвольное установление чрезвычайных военных судов (Martial Law). Применение в мирное время военного закона и суда незаконно, так как противоречит Великой хартии, законам Эдуарда III и другим статутам. Воинскими судилищами невинные были приговорены и казнены, а истинные преступники освобождались от наказаний.
3. Противозаконные экзикуционные военные команды. Жителей «вопреки законам и обычаям королевства и к великой обиде и беспокойству народа» подвергали обременительным военным постоям.

## Последствия принятия Петиции о Праве и её значение для истории Англии
В исторической литературе существуют различные оценки Петиции о праве 1628 года. Ряд исследователей придает ей такое значение, которое имеет Великая Хартия Вольностей. Так, Давид Юм писал в своё время: «Можно без преувеличения утверждать, что согласие короля на петицию о праве произвело в системе правления перемены, почти равносильные революции, и что ограничение в столь многих пунктах монаршей прерогативы создавало дополнительные гарантии для прав и свобод подданных».
Преобладающей в исторической литературе точкой зрения на значение Петиции о праве 1628 года является мнение о том, что она сыграла весьма скромную роль в политическом развитии Англии XVII века. «Петиция о Праве» составляет одну из вех в конституционном развитии Англии. Однако непосредственно она имела малое значение", — отмечает английский историк Бэри Ковард.
По мнению историка государства и права профессора В. А. Томсинова, оценка принятия Петиции о праве 1628 года как события, имевшего «революционное значение», весьма сомнительна — такой взгляд не соответствует реальному положению дел. Однако вряд ли правильным будет и слишком преуменьшать политическое и правовое значение данного документа в английской истории XVII века. Не получив в 1628 году статуса закона, Петиция о праве тем не менее сыграла определённую роль в правовом развитии Англии. Она стала знаменем борьбы против произвола государственной власти — фактором, формирующим правосознание английского общества.
Но в условиях 1628 года значительно большее значение для политической эволюции английского общества имела не сама по себе Петиция о праве, а те дискуссии в парламенте Англии, которые предшествовали ее принятию. В ходе этих дискуссий отчетливо обнаружились такие слабости юридической конструкции английского государственного строя, которые могли в дальнейшем вести лишь к обострению политических конфликтов между королевской властью и парламентариями. Стало очевидным, что важнейший из несущих элементов указанной конструкции — ординарная прерогатива королевской власти, основанная на «общинном праве» (common law) и статутах Английского королевства, стала превращаться из средства поддержания равновесия между королём и парламентом, сохранения компромисса между общественными группировками, стоявшими за этими государственными институтами, в инструмент усиления королевской власти за счет полномочий парламента.

## Комментарии
1. ↑  Подробнее об этом: Томсинов В. А. Юридические аспекты Английской революции 1640—1660 годов. — М.: Зерцало-М, 2010. — С. 83—85.